# Giovanni Antonio Astori
Pour les articles homonymes, voir Astori.
Giovanni Antonio Astori, né le 16 janvier 1672 à Venise et mort dans cette même ville le 23 juin 1743, est un érudit italien du commencement du XVIIIe siècle.

## Biographie
Né à Venise, le 16 janvier 1672, il s’adonna de bonne heure à l’étude de la langue latine, des belles-lettres, du dessin et de la musique. Après avoir fait son cours de philosophie, il étudia la langue grecque, dans laquelle il fit les plus grands progrès. Ayant perdu ses parents en 1698, il entra dans les ordres ; son mérite lui attacha des protecteurs, qui lui offrirent des places que l’amour des lettres lui fit refuser ; il fut membre, et même secrétaire de l’Académie des Animosi de Venise ; il fut aussi de celle des Arcades de Rome, sous le nom de Demade Olimpico. Il était en commerce de lettres avec un grand nombre de savants, tant italiens qu’étrangers, et compta au nombre de ses amis Alessandro Burgos, évêque de Catania, Domenico Guglielmini, Michelangelo Fardella, l’abbé Domenico Lazzarini, Apostolo Zeno, le marquis Scipione Maffei, Giovanni Poleni, Giovanni Battista Morgagni, etc. Astori fut d’abord maître de chœur et de cérémonies, ensuite chanoine de l’église ducale de St-Marc ; il mourut le 23 juin 1743, et fut enterré dans l’église des pères de l’oratoire.

## Œuvres
- Commentarium in antiquum Alcmanis poetæ laconis monumentum, Venise, 1697, in-fol. Cet ouvrage, dédié par l’auteur au célèbre Magliabechi, se trouve encore dans le tome 2 de la Galleria di Minerva, Venise, 1697, in-fol., et fut de nouveau publié par Sallengre, tome 2 du Novus Thesaurus antiquitatum romanarum, la Haye, 1718, in-fol.
- De Deo Brotonte Epistola, dans le tome 2 de la Galleria di Minerva. Cette dissertation fut faite à l’occasion d’un buste de marbre qui portait cette inscription : Bono Deo Brotonti, qu’on doit lire Brontonti. c’est-à-dire Jovi Tonanti, Deo Domestico sacrum. Cette dissertation a aussi été réimprimée dans Sallengre, tome 2 du recueil ci-dessus.
- Plusieurs lettres en forme de dissertations, sur des médailles, des staturines, telles que sur le dieu Télesphore, sur les dieux Cabires, etc., insérées dans diverses collections.
- Mantui, tragœdia sacra musice recitanda, etc., Venise, 1713, sans nom d’imprimeur.
- Supplices, tragœdia sacra, ibid., 1713, sans nom d’imprimeur.
- Enfin, plusieurs opuscules grecs, latins et italiens, en prose, et même en vers, épars dans divers recueils ; on croit aussi qu’il avait traduit en italien le Traité du Sublime de Longin : cette traduction était même annoncée dans le tome 1er de la Galleria di Minerva, mais elle n’a jamais paru.